# Kasteel de Waerdenborch
Kasteel de Waerdenborch stond bij het dorp Holten in Salland in de provincie Overijssel.

## Geschiedenis
De Waerdenborch kwam in 1378 gereed. Het kasteel was gebouwd in opdracht van de bisschop van Utrecht om zijn gebied in het oosten, het Oversticht, dat later Overijssel zou worden genoemd, tegen invallen van de Geldersen te beschermen.
Het kasteel werd al in 1380 platgebrand, maar de stad Deventer heeft het in 1382 herbouwd. Het kasteeltje, dat toen 25 x 30 meter groot was en tot 1,5 m dikke muren had, wordt soms ook aangeduid als 'Huis te Holten' hoewel het, buiten de kasteleins, nooit belangrijke bewoners heeft gehad. Bij archeologisch onderzoek zijn geen sporen van woonverblijven gevonden.
Op 1 mei 1382 werd de eerste bekende kastelein, Willem van der Maze, benoemd. Het huis te Holten kreeg toen zijn officiële naam: de Waerdenborch.

## Landweer
De Sallandse landweer liep van de belangrijke hanzestad Deventer tot voorbij Holten en diende onder meer om de handelsroute van die stad richting Westfalen te beschermen. Bij doorgangen in de landweer waren een viertal versterkingen gebouwd waarvan de Waerdenborch er een was. Het kasteeltje kende een vaste bezetting en er werd tol geheven.

## Herinnering
De fundamenten van het kasteel zijn in 1972 blootgelegd. Ten oosten van het dorp Holten zijn de geconsolideerde restanten hiervan zichtbaar ter hoogte van het kruispunt van de weg naar Markelo met de weg naar Rijssen. Hier dicht in de buurt bevindt zich tegenwoordig de Waardenborchstraat.